# Beauty Center Show
Beauty Center Show è stato un programma televisivo italiano, andato in onda su Italia 1 la domenica in prima serata dal 2 ottobre 1983 al 1º gennaio 1984 per una edizione, articolata in quattordici puntate.

## Il programma
Il programma era condotto da Barbara Bouchet, che animava ogni puntata con spazi musicali e balletti ed interpretava anche la sigla Se tu fossi bello, con la partecipazione di Franco Franchi e Ciccio Ingrassia. Del cast fisso facevano parte anche Marco Columbro e Giampiero Ingrassia. Ambientato in un centro benessere, cavalcando l'onda del fitness che nei primi anni ottanta aveva spopolato anche in Italia, si trattava di uno dei primi varietà realizzati da Italia 1 dopo l'acquisto della rete da parte della Fininvest di Silvio Berlusconi, che contribuì significativamente ad accrescere la pubblicità della ancora neonata seconda rete del polo televisivo del Biscione.
Il programma vide la partecipazione di parecchi ospiti nel corso delle puntate, tra cui Carmen Russo, Al Bano e Romina Power, Pamela Prati, i Los João, Ottavio Missoni, Amanda Lear, Dori Ghezzi, Bertín Osborne, Marisa Sacchetto, Iva Zanicchi, Marcella, i Ricchi e Poveri, Lory Del Santo, Christian, Serena Grandi, Demis Roussos, Adriana Russo, i Passengers, Peppino Di Capri, Gigi Sabani.
Valerio Lazarov era il regista, la scenografia era a cura di Tullio Zitkowsky, le coreografie di Jean Gulis e le musiche di Pino Massara.